# Шимон
Шимон (мађ. Simon), је име које се користи у мађарском језику, има Хибру основу и значење му је: онај који те саслуша. 

## Сродна имена:
- Шемјен (мађ. Semjén)
- Шимеон (мађ. Simeon)

## Имендани
- 5. јануар.
- 18. фебруар.
- 24. април.
- 16. мај.
- 24. мај.
- 28. октобар.

## Познате личности

### Друго име
- Свети Петар - (мађ. Simon apostol - Szent Péter)
- Шимон Будаи - (мађ. Budai Simon), мађарски писац,
- Шимон из Кезе - (мађ. Kézai Simon), мађарски хроничар из 13. века,
- Шимон Шидон - (мађ. Sidon Simon), мађарски математичар.

### Шимон у презимену
- Нил Сајмон -, амерички писац и драматург,
- Пол Сајмон -, амерички музичар.